# Seleção Reunionense de Futebol
A Seleção Reunionense de Futebol representa a Ilha de Reunião em algumas partidas. Apesar de ser filiada à CAF como membro-associado, não é filiada à FIFA, e por isso, não aparece em nenhum ranking da entidade. Também por tais motivos, suas participações em eliminatórias para a Copa das Nações Africanas ou para Copas do Mundo não são permitidas. Geralmente disputa os Jogos das Ilhas do Oceano Índico, tendo vencido as edições de 1979, 1998, 2007, 2015 e 2019, também vencendo duas vezes a extinta Coupe de l'Outre-Mer, em 2008 e 2012.
Sua maior vitória foi um 11 a 0 sobre Saint-Pierre e Miquelon, em 2010. Já a maior derrota foi para a Seleção das Ilhas Maurício, por 15 a 2, em 1950.

## Títulos
- Jogos das Ilhas do Oceano Índico: 5 (1979, 1998, 2007, 2015 e 2019).
- Coupe de l'Outre-Mer: 2 (2008 e 2012).

## Recordes
- Atualizado até 20 de setembro de 2023

Jogadores em negrito ainda em atividade pela Seleção Reunionense.
| # | Jogador              | Partidas | Gols | Em atividade |
| - | -------------------- | -------- | ---- | ------------ |
| 1 | Jean-Michel Fontaine | 30       | 15   | 2007–        |
| 2 | Gérard Hubert        | 29       | 1    | 2003–2015    |
| 3 | William Mounoussamy  | 24       | 1    | 2003–2015    |
| 3 | Gäel Payet           | 24       | 0    | 2003–2012    |
| 5 | Johan Lionel         | 22       | 0    | 2005–2012    |
| 6 | Éric Farro           | 21       | 9    | 2002–2012    |
| 7 | John Elcaman         | 18       | 1    | 2002–2011    |
| 8 | Sébastien K'Bidy     | 16       | 0    | 2011–2019    |
| 9 | Bertrand Bador       | 15       | 0    | 2010–        |
| 9 | Nicolas Hoarau       | 15       | 1    | 2005–2011    |

| #  | Jogador              | Gols | Partidas | Média por jogo | Em atividade |
| -- | -------------------- | ---- | -------- | -------------- | ------------ |
| 1  | Jean-Michel Fontaine | 15   | 30       | 0.5            | 2007–        |
| 2  | Mamoudou Diallo      | 9    | 9        | 1              | 2008–2011    |
| 2  | Éric Farro           | 9    | 21       | 0.43           | 2002–2012    |
| 4  | Bernard Lacollay     | 7    | 9        | 0.78           | 1993–2002    |
| 5  | Willy Visnelda       | 5    | 13       | 0.38           | 2005–2011    |
| 6  | Quentin Boesso       | 4    | 6        | 0.67           | 2008–2015    |
| 6  | Mickaël Vallant      | 4    | 6        | 0.67           | 2011–2012    |
| 8  | Eric Bacco           | 3    | 3        | 1              | 1998         |
| 8  | Mohamed El Madaghri  | 3    | 7        | 0.43           | 2011–2012    |
| 10 | Alexandre Loricourt  | 2    | 7        | 0.29           | 2015–        |